# Chùa Đại Tòng Lâm
Chùa Đại Tòng Lâm, tên đầy đủ là Vạn Phật Quang Đại Tòng Lâm Tự; là một ngôi đại tự có nhiều công trình quy mô và hiện đại, chùa nằm trên Quốc lộ 51, khu phố Quảng Phú, phường Phú Mỹ, thành phố Phú Mỹ, tỉnh Bà Rịa – Vũng Tàu, Việt Nam.

## Lịch sử
Ngôi chùa do Hòa thượng Thích Thiện Hòa (1907–1978), từ chùa Ấn Quang (Thành phố Hồ Chí Minh) đến khai sơn vào năm 1958 với mục đích xây dựng nơi đây thành một đại tòng lâm có quy mô lớn, tiến đến mở Phật học viện, quy tụ tăng ni khắp nơi về tu học, đào tạo lực lượng kế thừa thực hiện sự nghiệp hoằng pháp độ sinh. Đại Tòng Lâm được tọa lạc trên km 80–81, quốc lộ 51, tỉnh Bà Rịa – Vũng Tàu. Sau khi ngài mất (1978), ý nguyện này vẫn được các vị trụ trì kế tục thực hiện.

## Các công trình nổi bật

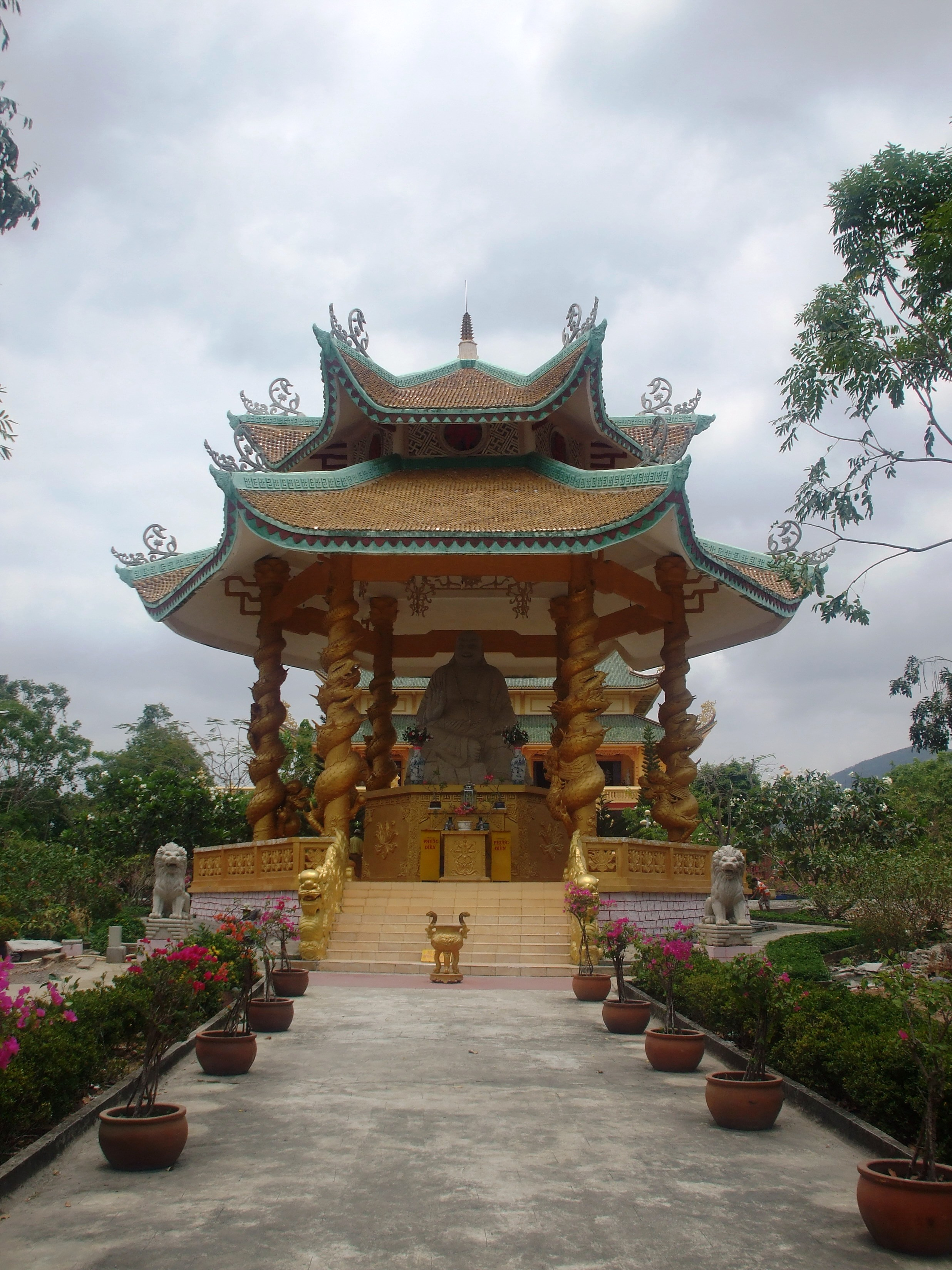
Đài Phật Di-lặc

Khuôn viên chùa tọa lạc là một khu đất rộng lớn gần 100 ha, và ở đây có các công trình đáng chú ý sau:
- Ngôi chính điện Vạn Phật Quang âm Đại Tòng Lâm Tự có 2 tầng, dài 91m, rộng 46m, được Hòa thượng Thích Quảng Hiển tổ chức xây dựng vào năm 2002, theo thiết kế của kiến trúc sư Lê Quang Mẫn.

Điện Phật tầng lầu tôn thờ 9 pho tượng lớn bằng đá hoa cương gồm: bộ tượng Di Đà Tam Tôn (gồm Phật A-di-đà, Bồ tát Quán Thế Âm, và Bồ tát Đại Thế Chí), bộ tượng Thích Ca Tam Tôn (gồm Phật Thích-ca Mâu-ni và hai vị Bồ tát là Văn-thù-sư-lợi và Phổ Hiền), hai tượng Hộ pháp và tượng Tổ sư Đạt Ma. Các mặt vách chung quanh điện Phật tôn trí 10.000 tượng Phật nhỏ (mỗi tượng ngang gối 0,25m, cao 0,30m) theo kinh Vạn Phật. Tầng trệt điện Phật thờ đức Phật A-di-đà.
- Đài Phật Di-lặc ở phía trước ngôi chính điện. Pho tượng Phật Di-lặc được tạc từ nguyên khối đá hoa cương lấy từ vùng núi Cam Ranh (Khánh Hòa). Tượng nặng 40 tấn, cao 5,1m.
- Vườn tượng Cửu phẩm Cực Lạc ở cạnh đài Di-lặc, gồm 48 pho tượng đức Phật A-di-đà bằng đá hoa cương, trong đó có một pho tượng cao 18m bằng bê tông.

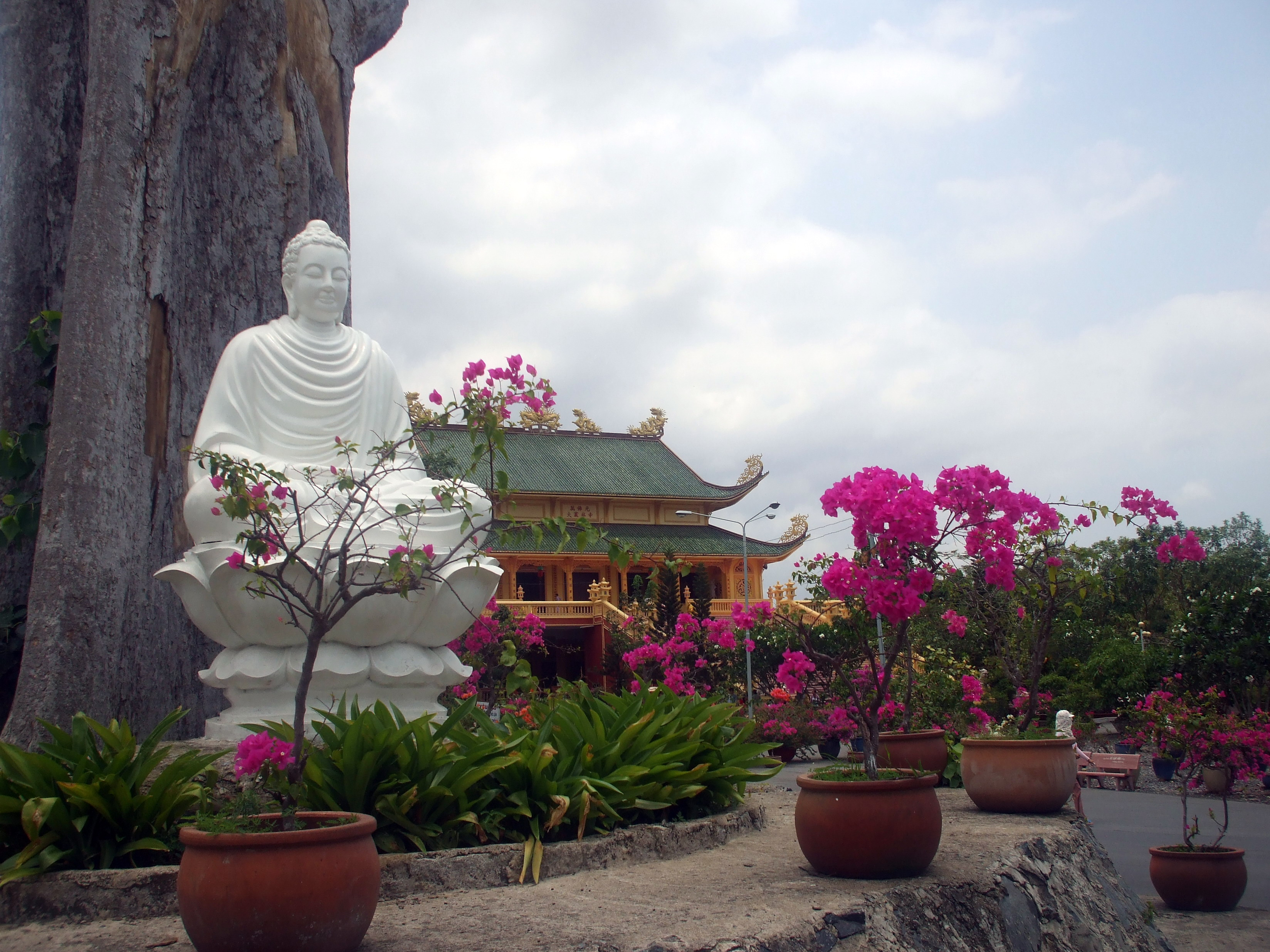
Tượng Phật Thích-ca Mâu-ni

Nơi đây còn có các công trình đáng chú ý khác như: Tháp Đa Bảo, Vườn Lâm Tì Ni và vườn Lộc Uyển, Pho tượng đức Phật Thích-ca Mâu-ni nhập Niết bàn nằm trên tòa sen, Tượng Bồ tát Quán Thế Âm lộ thiên đứng trên đầu rồng, cao 17m,...
Ngoài ra, trong khuôn viên chùa hiện nay có đặt Trường Phật học Đại Tòng Lâm được hoàn thành vào năm 1995, dung chứa được ngàn người. Đại giới đàn Thiện Hòa thường được Ban Trị sự Phật giáo tỉnh Bà Rịa – Vũng Tàu tổ chức với quy mô lớn, nghiêm trang, trọng thể tại đây ba năm một lần.
Hiện nay, Ban Quản trị chùa đang tiến hành xây dựng Bệnh viện đa khoa Phật giáo Đại Tòng Lâm đầu tiên của Phật giáo Việt Nam với quy mô 500 giường bệnh trên diện tích tổng thể 14 ha.

## Các kỷ lục

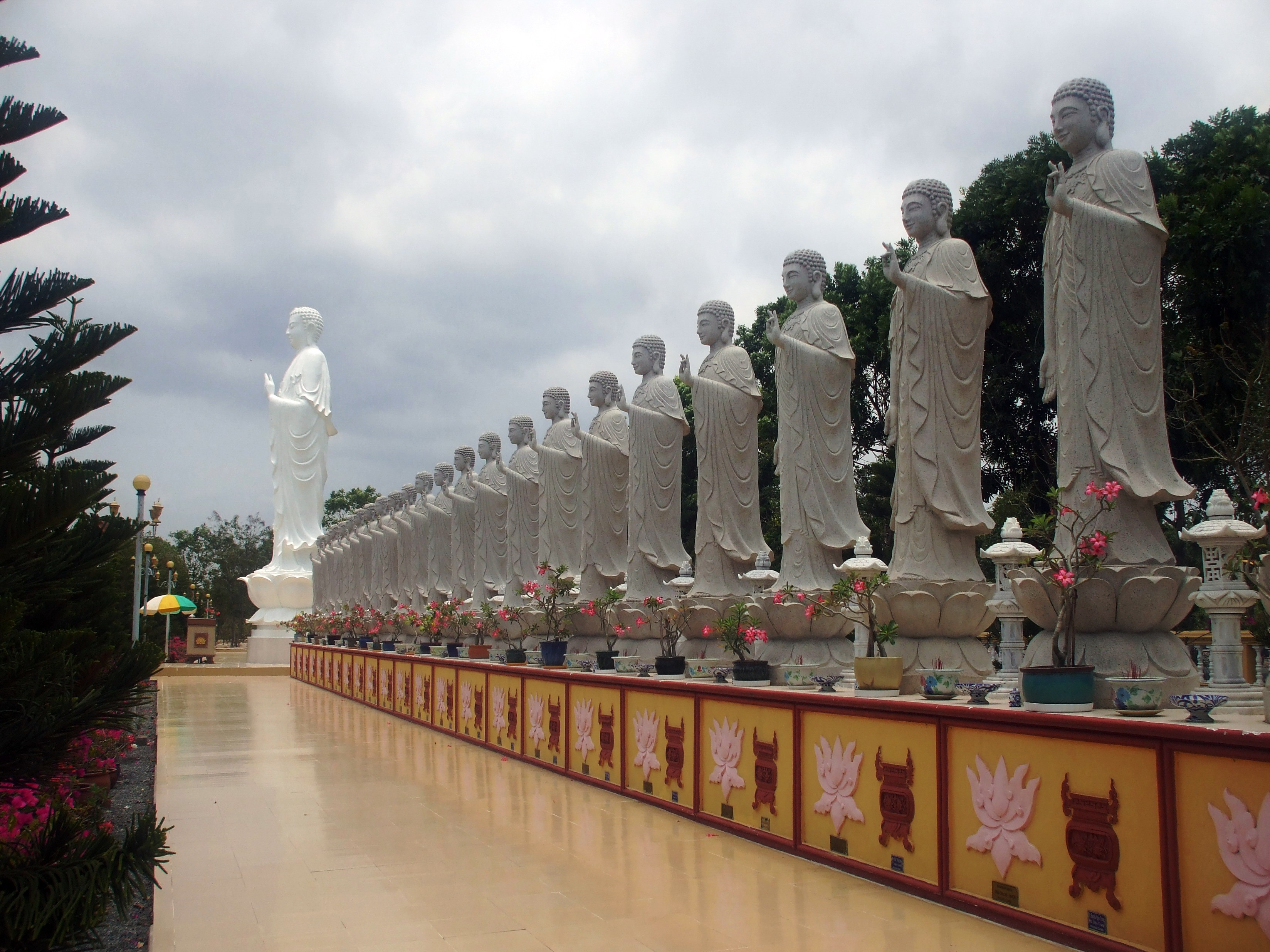
Vườn tượng Phật A-di-đà

Hiện nay, Vạn Phật Quang Đại Tòng Lâm Tự đã được Trung tâm Sách kỷ lục Việt Nam xác lập 6 kỷ lục, là:
1. Chùa có "ngôi chính điện lớn nhất Việt Nam" vào ngày 2 tháng 1 năm 2006.
2. Chùa có "tượng Phật nhiều nhất Việt Nam" vào ngày 31 tháng 5 năm 2007.
3. Chùa có "pho tượng Phật Di-lặc nguyên khối bằng đá hoa cương lớn nhất Việt Nam" vào ngày 21 tháng 3 năm 2009.
4. Chùa có "vườn tượng Cửu phẩm Cực Lạc tôn trí tượng Phật A-di-đà bằng đá hoa cương nhiều nhất Việt Nam" vào năm 2009.
5. Chùa có "số tăng ni tham dự khóa An cư kiết hạ nhiều nhất Việt Nam" vào ngày 30 tháng 11 năm 2007.
6. Chùa có "bộ tượng Tam Thánh bằng đá hoa cương lớn nhất Việt Nam" vào ngày 20 tháng 12 năm 2010.